# Marguerite de Brienne
 (juillet 2025).
Marguerite de Brienne ou Marguerite d'Acre, née vers 1260 et morte le 9 avril 1328, est comtesse consort de Tripoli ainsi que princesse titulaire consort d'Antioche de 1278 à 1287 à la suite de son mariage avec Bohémond VII de Tripoli.
Elle est la fille de Louis de Brienne, et donc la petite-fille de Jean de Brienne, et de épouse Agnès de Beaumont-au-Maine, vicomtesse de Beaumont-au-Maine.
En 1278, elle épouse Bohémond VII de Tripoli, fils de Bohémond VI d'Antioche et de Sibylle d'Arménie, comte de Tripoli et prince titulaire d'Antioche, mais aucune descendance ne naitra de cette union.
De puis 1268, les Mamelouks d’Égypte occupent la principauté d'Antioche, aussi la famille princière est installée à Tripoli, le chef-lieu du comté voisin. Son époux n'est donc que prince titulaire d'Antioche et n'en porte le titre que de manière honorifique.
Le 12 octobre 1287, son époux meurt et elle devient ainsi veuve. Les titres de comte et de prince titulaire son alors transmis à sa belle-sœur Lucie de Tripoli.
Marguerite décède le 9 avril 1328 et est inhumée à l'abbaye de Maubuisson.